# Thrain Sigfusson
Thrain Sigfusson (nórdico antiguo: Þráinn Sigfússon) (950-?) era un caudillo vikingo de Rangárvallasýsla, Islandia que aparece como personaje histórico en la Saga de Njál. Según la saga era hijo de Sigfús Sigmundsson, por lo tanto hermano (o hermanastro) de Mord Sighvatsson.
La saga cita su parentesco con Gunnar Hámundarson y que por esa razón el Haakon Jarl de Noruega le tenía gran aprecio cuando estuvo a su servicio. Thrain ayudó al jarl de Lade a derrotar a unos vikingos de Småland (Suecia) que devastaban las costas noruegas.
Helgi y Grim Njalsson, hijos del patriarca Njáll Þorgeirsson se vieron inmersos en una amarga disputa con el clan de Sigfusson hasta el extremo que otro hermano de los primeros Skarphedin Njalsson organizó la emboscada y asesinato de Thrain lo que desembocaría en una cadena de venganzas de sangre que duraría años y llevaría a Islandia casi a puertas de una guerra civil, por lo que fue necesaria la intervención de Snorri Goði y Skapti Þóroddsson para mediar y frenar la escalada de violencia entre los clanes implicados.